# Неоліт Європи

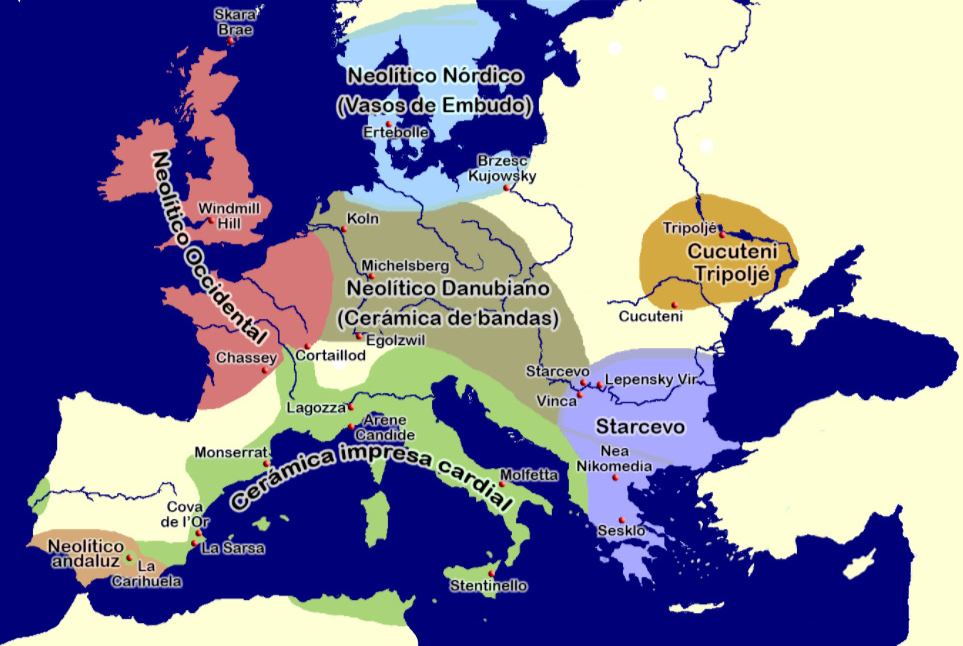
Неоліт Європи — 4 тис. до н. е.

Неолітичний період в історії Європи тривав приблизно з 7 тис. до н. е. до 18 ст. до н. е. При цьому культурні новації просувалися вглиб Європи з південного сходу на північний захід зі швидкістю приблизно 1 км на рік. Так, грецькому неоліту з розвиненим сільським господарством за часом відповідає мезоліт на півночі Європи, а ранній бронзовій добі в Греції — неоліт на півночі. На південному сході Європи неоліт тривав приблизно до 30 ст. до н. е., а на північному заході перші предмети з бронзи з'явилися на 12 століть пізніше.

## Культура
У народів Європи епохи неоліту не було писемності. Всі відомості про них походять з трьох джерел — це дані археології, лінгвістики та (останнім часом) палеогенетики. 

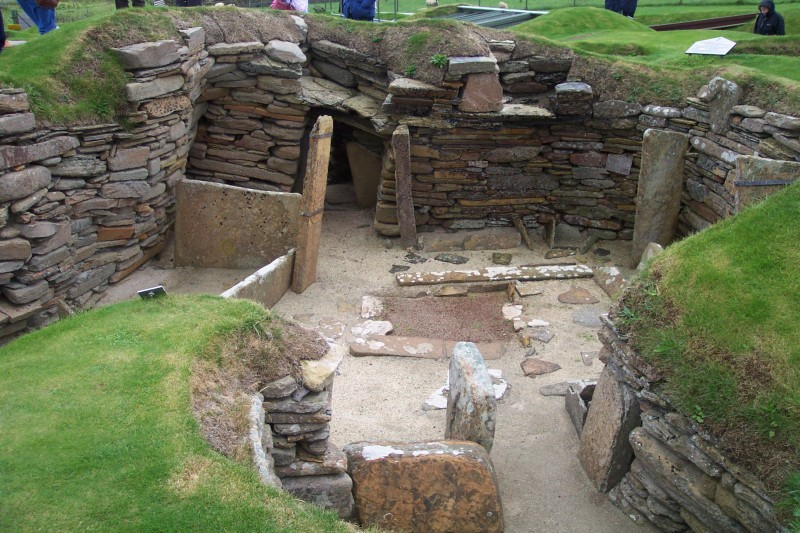
Скара-Брей — єдине поселення неоліту, що збереглося до нашого часу

Судячи з даних археології, європейці епохи неоліту жили в невеликих селищах. Основним осередком суспільства була родина. Розшарування було невелике або відсутнє. Основою раціону слугували одомашнені тварини та рослини. Збиральництво грибів, ягід і полювання в лісах доповнювали раціон. Гончарного круга європейці того часу не знали.
На південному сході європейці вели осілий спосіб життя, подібний з побутом мешканців Чатал-Гуюка та інших анатолійських центрів. Як показує приклад Сескло, в неолітичної Фесалії існували неабияк укріплені пункти з населенням в 3-4 тис. жителів. Під кінець неоліту трипільці жили в прото-містах, населення яких могло становити 10-15 тис. жителів, причому деякі поселення знаходились один від одного всього на 3-4 км.
Жителі ж північного заходу вели напівкочовий спосіб життя, зумовлений випасом худоби, а населення поселень, ймовірно, обчислювалося ліченими десятками.

## Археологія
Культура неоліту проникла до Європи з Анатолії. Всі тварини та рослини, яких розводили європейці неоліту, були одомашнені на заході Азії. За 2500 років (з 6,5 тис. до 4 тис. до н. е.) носії нової культури заселили практично всю Європу, за винятком гірських кряжів, берегів Балтики та Середньодунайської низовини. На узбережжі Атлантики вони довгий час були сусідами з більш ранніми носіями мезолітичних культур. До 5 тис. до н. е. населення Європи постійно зростало, потім сталася криза перенаселення, що тривала 1500 років. Починаючи з 3,5 тис. до н. е. зростання знову відновилося.

### Список неолітичних культур Європи
7000-6000 рр. до н. е

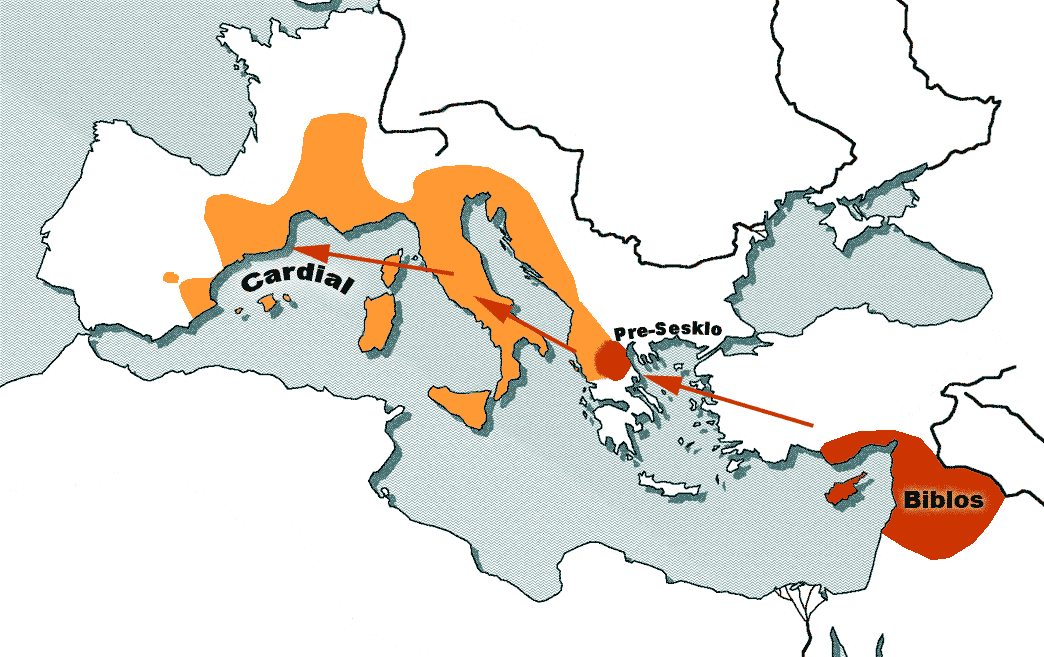
Поширення в Європі кардіальної кераміки

- Пережитки мезолітичних культур (тарденуазька культура та ін.)
- Кардиальна кераміка (в тому числі пре-Сескло)
- Сескло
- протоміста Анатолії (імовірно хатті)

6000-5000 рр. до н. е
- Конгемозе-Ертебелле (пережиток мезоліту)
- Культура лінійно-стрічкової кераміки
- Варіанти культури кардіальної кераміки
  - імпрессо
  - франко-іберського культури кардіальної кераміки (Ла-Огетт та ін.)
    - епікардіальна кераміка
      - рукадурська культура (Roucadouriens)
      - культура Монболо (Montboliens)
- Старчево-Кришська культура
- Культура Караново та Культура Гумельниця

5000-4000 рр. до н. е
- Варіанти культури лінійно-стрічкової кераміки
  - Рейнська ЛЛК
    - Рессенська культура

  - ЛЛК Ельби
  - Міхельсберггська культура або Дунайська ЛЛК
  - Східна ЛЛК Схема неолітичних міграцій

Схема неолітичних міграцій

  - Лімбургська культура (Західна ЛЛК)
- Культура лійчастого посуду
- «Пеласги»
  - Культура Винча
  - Культура Діміні
  - Кікладська цивілізація — перші поселення
- Лендельська культура
- Культура Полгар
- Культура Кортайо

4000-3000 рр. до н. е
- Мегалітична традиція
- Культура Сени-Уази-Марни
- Шассе культура
- Тенакська культура
- Трипільська культура
- Культура Мондзее
- Альмерійська культура
- Кура-аракська культура
- Культура Віндмілл-Хілл

3000-2000 рр. до н. е
- Артенакська культура
- Лігури (в тому числі культура судин з квадратним горлом)
- «Пеласгська» середземноморська традиція гіпогеїв
- Культура Віла-Нова-де-Сан-Педру

## Палеогенетика
Не в останню чергу завдяки дослідженням Л. Каваллі-Сфорца, з кінця 1990-х рр. проблема неолітичної Європи також досліджується з позиції даних генетичної генеалогії. дослідження дозволили висунути теорію великомасштабних неолітичних міграцій з Близького Сходу в європейське Середземномор'я. Ці «прибульці», імовірно, і принесли до Європи кардіальну кераміку та сільське господарство. Дослідження 2010 року вказує на те, що переселенці складалися переважно з чоловіків. По жіночій лінії сучасні європейці походять від місцевого палеолітичного населення, а по чоловічій на 80 % — від вихідців з Близького Сходу епохи неоліту.
Генетики ототожнюють з мезолітичним населенням Y-хромосомні гаплогрупи I1 (поширена переважно в північно-західній Європі) та I2 (Балкани та прилеглі території Східної Європи). До впливу неолітичних міграцій можна віднести наявність гаплогрупи J2, а також E1b1b1 та G (найбільш широко поширені на півдні та південному сході Європи). Що стосується мітохондріальних гаплогруп, до палео-і мезолітичного населення відносять, перш за все, різні субклади гаплогрупи U (в тому числі гаплогрупу K), широко поширені в Європі і на півночі Африки. З неолітичними мігрантами співвідносять найбільш поширену в Європі гаплогрупу H, і гаплогрупу J.
<С індоєвропейськими прибульцями, навпаки, пов'язують домінуючі останнім часом в Європі Y-хромосомні гаплогрупи R1a та R1b, а також мітохондріальні H та V. З іншого боку, Брайан Сайкс, Стівен Оппенгеймер та ряд інших генетиків наполягають на автохтонності гаплогрупи R1b, яку вони пов'язують з палеолітичним населенням Франко-Іберії.

## Мова
Прямих свідчень про мови народов неолітичної Європи не збереглося. Серед непрямих свідчень найбільше значення надається аналізу гідронімів. Не можна виключати, що в той час Європа говорила на безлічі мов, мало або взагалі не пов'язаних одна з однією (на кшталт заходу Північної Америки до приходу європейців). Якщо якась з цих мов і збереглася до історичних часів, то це з великим ступенем ймовірності баскська. 

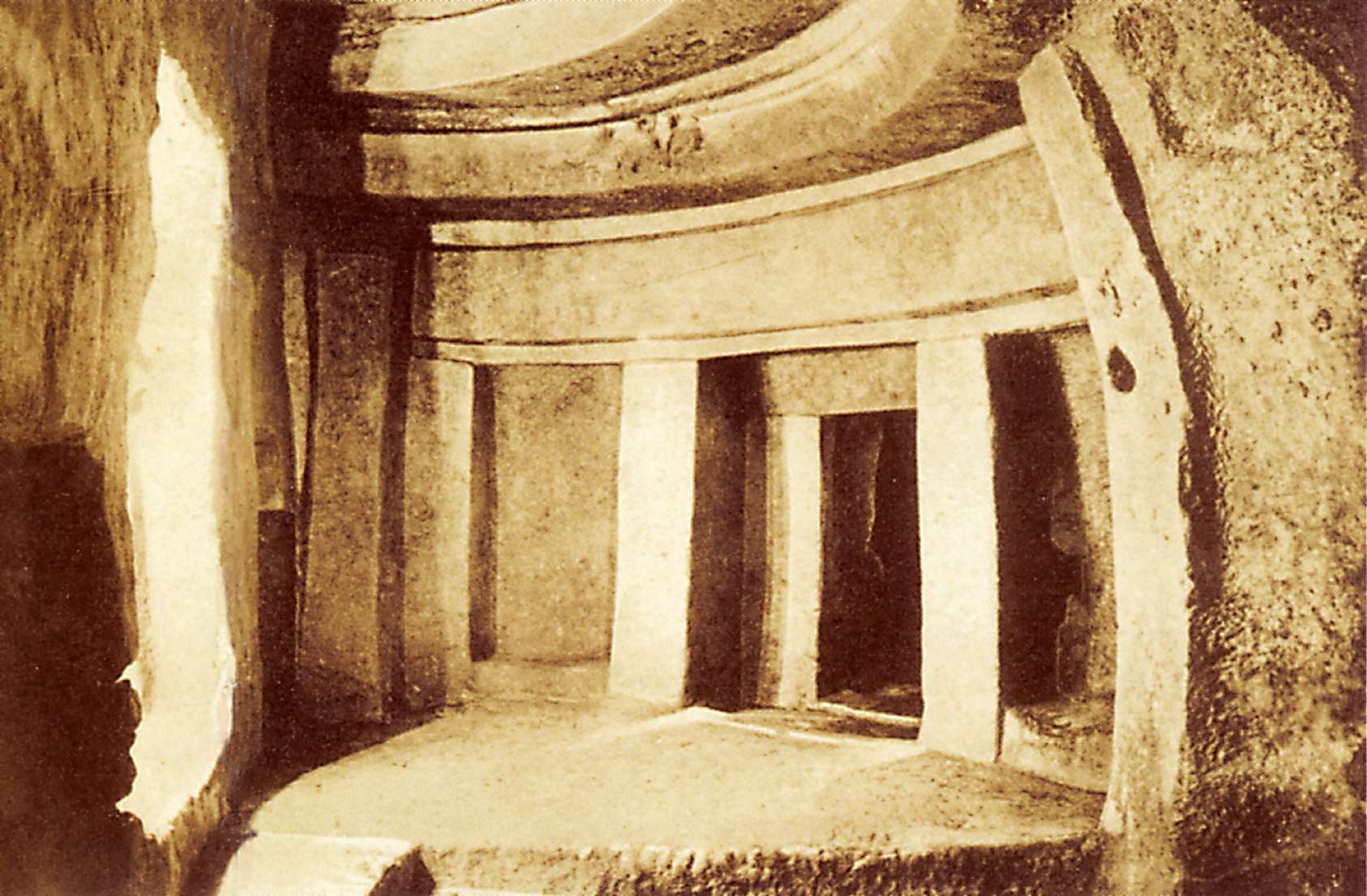
Мегалітичний гіпогей Хал-Сафліені, Мальта (III тис. до н. е.), по Гімбутас, має форму материнського лона

Курганна гіпотеза припускає, що степові індоєвропейські народи вторглися в Європу зі сходу на початку бронзового або в мідному столітті. Менш популярна анатолійська гіпотеза припускає, що носії індоєвропейських мов з'явилися в Європі вже в ранньому неоліті. Аналіз сучасних мов Європи вказує на наявність в них значного доїндоєвропейського субстрату. Подібний субстрат виявляється і в саамських мовах.

## «Стара Європа»
На матеріалі балканських та центральноєвропейських культур мальованої кераміки Марія Гімбутас (автор курганної гіпотези) вибудувала достатньо спірну концепцію «Старої Європи». Гімбутас переконана, що носії цих культур епохи неоліту являли собою миролюбне аграрне товариство з елементами матріархату, що вшановувало різних богинь, з розвиненим культом родючості (у середземноморських народів — бика). Опоненти Гімбутас вказують на утопічність подібної романтичної ідеалізації «доіндоєвропейців».
Народи заходу Європи, що залишили по собі такі мегалітичні пам'ятники, як Стоунхендж, не вписуються в картину Старої Європи, намальовану Гібмутас. Свідоцтва матріархального суспільного устрою та культу богині-матері у них відсутні. За даними антропологів, на Британських островах неолітичне населення відрізнялося грацильною конституцією, низьким зростом та доліхоцефальними черепами. Нащадками цього докельтского населення з великою ймовірністю були пікти.